# Javier Bardem
Javier Ángel Encinas Bardem (Las Palmas de Gran Canaria, 1 maart 1969) is een Spaans acteur. Hij won in 2008 een Oscar voor zijn bijrol als koude huurmoordenaar in No Country for Old Men. Daarnaast werden hem meer dan zestig andere acteerprijzen toegekend, waaronder een European Film Award (voor Mar adentro), een BAFTA Award, een Golden Globe en een Saturn Award (alle voor No Country for Old Men).

## Biografie
Bardem is afkomstig uit een familie van acteurs. Zijn grootouders waren Rafael Bardem en Matilde Muñoz Sampedro. Zijn moeder is de in Spanje bekende actrice Pilar Bardem en ook zijn broer Carlos en zijn zus Mónica zijn acteurs. Een oom van hem, Juan Antonio Bardem, was een internationaal befaamde filmregisseur.
Voordat Bardem acteur werd, hield hij zich onder meer bezig met rugby en studeerde hij beeldende kunst. Daarna besloot hij zich met film bezig te gaan houden.
Op zijn elfde jaar had hij een kleine rol in de film El poderoso influjo de la luna van Antonio del Real, waarin zijn moeder de hoofdrol speelde. In 1990 speelde hij zijn eerste rol in La polémica Las edades de Lulú (1990), van regisseur Bigas Luna. Daarna werd hij een van de favoriete acteurs van Luna. Hij kreeg van hem de hoofdrol in Jamón Jamón (1992), waarin een debuterende Penélope Cruz de vrouwelijke hoofdrol vertolkte.
In 1994 won hij de Spaanse filmprijs Fotogramas de Plata voor de beste acteur. Hetzelfde jaar kreeg hij een prijs voor de beste acteur op het filmfestival van San Sebastián voor de films Días contados en El detective y la muerte. Hij ontving eveneens de prijs Premio Fernando Rey voor Días contados. In 1995 kreeg hij voor die laatste film ook een Goya voor de beste mannelijke nevenrol. In 1996 kwam daar nog een Goya bij, dit keer voor de beste mannelijke hoofdrol in Boca a boca.
Hierna volgden nog meer succesvolle rollen in Spaanse speelfilms, waaronder Carne trémula (Pedro Almodóvar, 1997) en Mar adentro (2004). Deze laatste film is het waar gebeurde verhaal van de Galicische visser Ramón Sampedro die bij een duik verlamd raakte en vervolgens een levenslange strijd voor het recht op euthanasie voerde. De film werd geregisseerd door de bekende regisseur Alejandro Amenábar.
Een andere film waarmee Bardem vooral in Spanje lof oogstte was Los lunes al sol, een triest verhaal over een stel werkloze mannen in de havenplaats Vigo.
Bardem is inmiddels uitgegroeid tot een nationale held en een sekssymbool. Vooral na het veroveren van een Oscar in 2008 voor zijn rol in No Country for Old Men vormt Bardem het middelpunt van belangstelling van de Spaanse pers.
In de 23e James Bondfilm, Skyfall (2012), speelde hij de primaire antagonist Raoul Silva.
Eind 2012 kreeg hij een ster op de Hollywood Walk of Fame.

### Privé
Begin juli 2010 trouwde hij met Penélope Cruz met wie hij in het geheim al drie jaar een relatie had, sinds ze elkaar terugzagen op de set van de film Vicky Cristina Barcelona. Ze hebben een zoon en een dochter.

## Filmografie

### Film
| Jaar | Titel                                            | Regisseur                                       |
| ---- | ------------------------------------------------ | ----------------------------------------------- |
| 2025 | F1                                               | Joseph Kosinski                                 |
| 2024 | Dune: Part Two                                   | Denis Villeneuve                                |
| 2023 | The Little Mermaid                               | Rob Marshall                                    |
| 2021 | El buen patrón                                   | Fernando León de Aranoa                         |
| 2021 | Dune                                             | Denis Villeneuve                                |
| 2020 | The Roads Not Taken                              | Sally Potter                                    |
| 2018 | Todos lo saben                                   | Asghar Farhadi                                  |
| 2017 | Loving Pablo                                     | Fernando León de Aranoa                         |
| 2017 | Mother!                                          | Darren Aronofsky                                |
| 2017 | Pirates of the Caribbean: Dead Men Tell No Tales | Joachim Rønning & Espen Sandberg                |
| 2016 | The Last Face                                    | Sean Penn                                       |
| 2015 | The Gunman                                       | Pierre Morel                                    |
| 2014 | Autómata                                         | Gabe Ibáñez                                     |
| 2013 | The Counselor                                    | Ridley Scott                                    |
| 2013 | Alacrán enamorado                                | Santiago Zannou                                 |
| 2012 | To the Wonder                                    | Terrence Malick                                 |
| 2012 | Skyfall                                          | Sam Mendes                                      |
| 2010 | Eat Pray Love                                    | Ryan Murphy                                     |
| 2010 | Biutiful                                         | Alejandro González Iñárritu                     |
| 2008 | Vicky Cristina Barcelona                         | Woody Allen                                     |
| 2007 | El amor en los tiempos del cólera                | Mike Newell                                     |
| 2007 | No Country for Old Men                           | Joel en Ethan Coen                              |
| 2006 | Goya's Ghosts                                    | Milos Forman                                    |
| 2006 | The Last Face                                    | Erin Dignam                                     |
| 2006 | Killing Pablo                                    | Joe Carnaham                                    |
| 2004 | Mar Adentro                                      | Alejandro Amenábar                              |
| 2004 | Collateral                                       | Michael Mann                                    |
| 2002 | Los lunes al sol                                 | Fernando León de Aranoa                         |
| 2002 | Pasos de Baile                                   | John Malkovich                                  |
| 2001 | Sin noticias de Dios (**)                        | Agustín Díaz Yanes                              |
| 2000 | Antes que anochezca                              | Julian Schnabel                                 |
| 1999 | Segunda piel                                     | Gerardo Vera                                    |
| 1999 | Los lobos de Washington                          | Mariano Barroso                                 |
| 1999 | Entre las piernas                                | Manuel Gómez Pereira                            |
| 1998 | Torrente, el brazo tonto de la ley               | Santiago Segura                                 |
| 1997 | Perdita Durango                                  | Álex de la Iglesia                              |
| 1997 | Carne trémula                                    | Pedro Almodóvar                                 |
| 1996 | Más que amor, frenesí                            | Miguel Bardem, Alfonso Albacete en David Menkes |
| 1996 | Éxtasis                                          | Mariano Barroso                                 |
| 1996 | Airbag                                           | Juanma Bajo Ulloa                               |
| 1996 | El amor perjudica seriamente a la salud (**)     | Manuel Gómez Pereira                            |
| 1995 | Boca a boca                                      | Manuel Gómez Pereira                            |
| 1995 | La madre (korte film)                            | Miguel Bardem                                   |
| 1994 | El detective y la muerte                         | Gonzalo Suárez                                  |
| 1994 | Días contados                                    | Imanol Uribe                                    |
| 1994 | Pronóstico reservado (**)                        | Antonio Mollà                                   |
| 1994 | La teta y la luna                                | Bigas Luna                                      |
| 1993 | El amante bilingüe                               | Vicente Arnada                                  |
| 1993 | Huevos de oro                                    | Bigas Luna                                      |
| 1992 | Huídos                                           | Sancho Gracia                                   |
| 1992 | Jamón Jamón                                      | Bigas Luna                                      |
| 1991 | Tacones lejanos                                  | Pedro Almodóvar                                 |
| 1991 | Amo tu cama rica                                 | Emilio Martínez Lázaro                          |
| 1990 | Las edades de Lulú                               | Bigas Luna                                      |
| 1980 | El poderoso influjo de la luna (**)              | Antonio del Real                                |

(**) Kleine rollen

### Televisie
| Jaar | Titel                                      | Rol           |
| ---- | ------------------------------------------ | ------------- |
| 2024 | Monsters: The Lyle and Erik Menendez Story | José Menendez |
| 2020 | Home Movie: The Princess Bride             | Inigo Montoya |
| 2018 | Asesinato en el Hormiguero Express         | zichzelf      |
| 1991 | El C.I.D.                                  | Vince         |
| 1986 | Segunda enseñanza                          | Pablo         |
| 1974 | El Pícaro                                  | kind          |